# Drémil-Lafage
Drémil-Lafage es una comuna francesa de 2 601 habitantes situada en el departamento de Alto Garona en la región de Mediodía-Pirineos. 
Se ubica a 15 kilómetros al este de Toulouse.

## Economía
El territorio de la comuna está dividido en zonas urbanas y las zonas agrícolas. En Drémil-Lafage, se cultiva mayormente cereales. La ganadería es poco practicada.

## Demografía
| 384                       | 433 | 410 | 411 | 466 | 512 | 668 | 640 | 629 | 621 | 602 | 576 | 486 | 504 | 558 | 505 | 493 | 449 | 472 | 438 | 397 | 388 | 385 | 408 | 386 | 358 | 338 | 409 | 516 | 925 | 2 007 | 2 580 | 2 601 | 2 639 |
| (Fuente: INSEE y Cassini) |     |     |     |     |     |     |     |     |     |     |     |     |     |     |     |     |     |     |     |     |     |     |     |     |     |     |     |     |     |       |       |       |       |